# Oostenhout
Oostenhout was een buitenplaats in de Noord-Hollandse stad Haarlem, gelegen in de wijk Houtvaartkwartier in Haarlem Zuid-West. De buitenplaats bevond zich aan de Dreef, op de hoek met de Meester Lottelaan, aan de rand van de Haarlemmerhout. De buitenplaats ontstond in de 17e eeuw en werd rond 1970 afgebroken.

## Geschiedenis
Op de plek van Oostenhout bevond zich sinds circa 1645 de herberg Amsterdam, een van de vele tapperijen en uitspanningen langs de Dreef en rondom de Haarlemmerhout. Vermoedelijk werd de buitenplaats Oostenhout in de loop van de 17e eeuw aangelegd op de plek van deze voormalige herberg. De buitenplaats lag oorspronkelijk op Heemsteeds grondgebied en werd pas in 1927 bij een grenscorrectie onderdeel van de gemeente Haarlem.
Voor 1804 was Oostenhout in bezit van Anna van Buren. Rond 1836/1837 werd het terrein gekocht door de heer Van Houten, die eveneens eigenaar was van de nabijgelegen buitenplaats Land en Bos.
Willem Meijer bracht een deel van zijn jeugd door op de buitenplaats, waar zijn vader Jan Harmen Meijer, een vermogend suikerraffinadeur uit Amsterdam, het gezin zomers liet verblijven. Terwijl ze ’s winters aan de Herengracht woonden, groeide Willem daar op in een rustige, groene omgeving die zijn filosofische interesse wellicht heeft beïnvloed.
Op 2 april 1969 diende de Historische Vereniging Haarlem een verzoekschrift in bij de minister van Cultuur, Recreatie en Maatschappelijk Werk (CRM), waarin werd aangedrongen op maatregelen tegen de verwaarloosde staat van de panden Dreef 38 en 40, behorend tot respectievelijk Overbosch en Oostenhout. De vereniging ging ervan uit dat beide panden op de Monumentenlijst stonden en streefde naar behoud ervan. Op 8 mei ontving men echter bericht van de minister dat reeds een sloopvergunning was verleend, waardoor op het verzoek niet kon worden ingegaan. Kort daarna werden beide panden gesloopt. Het terrein bleef vervolgens ten minste zes jaar onbebouwd. Rond 1979 werd op het terrein van de voormalige buitenplaats een kantoorpand gerealiseerd.

## Litratuur
- C. Willemze, J. Tromp, H. van Zoest e.a. (1990). Noord-Hollands Arcadia: buitenplaatsen op de binnenduinrand tussen Haarlem en Alkmaar. Stichting Uitgeverij Noord-Holland, Haarlem. ISBN 9070028279.

Akendam · Duinvliet · Bosch en Vaart · Bos en Hoven · Bellevue · Buitenrust · Eindenhout · Garen Rust · Groen en Hout · Groenlust · Hogerwoerd · Hout en Baan · Huisduinen · Klein Rustenburg · Het Klooster · Koningstein · Lustrust · Lystar · Meervliet · Memorandum · Middelhout · Middellaan · Nijverveld · Oostenhout · Oosterhout · Oosterspaarne · Overhout · Overton · Rosehaghe · Rozenhagen · Ruhe Orth · Spaar en Hout · Spaarenhoven · Spaarenlommer · Spaarenoog · Spaarenvreugd · Spaarnberg · Spruit en Bosh · Uyt den Bosch · Vaartzicht · Veldlust · Vlietzorg · Vredenburgh · Vredenhof · Welgelegen · Westerhout · Zomerlust · Zorgvrij · Zuiderhout · Zwanenburg